# 天丼
天丼（てんどん）は、丼鉢に盛った飯の上に天ぷらを載せた日本の丼物。天ぷら丼（てんぷらどんぶり）の略称であるが、今日ではもっぱら「天丼」と呼ばれている。食器を重箱としたものは天重（てんじゅう）と呼ぶ。

## 概要

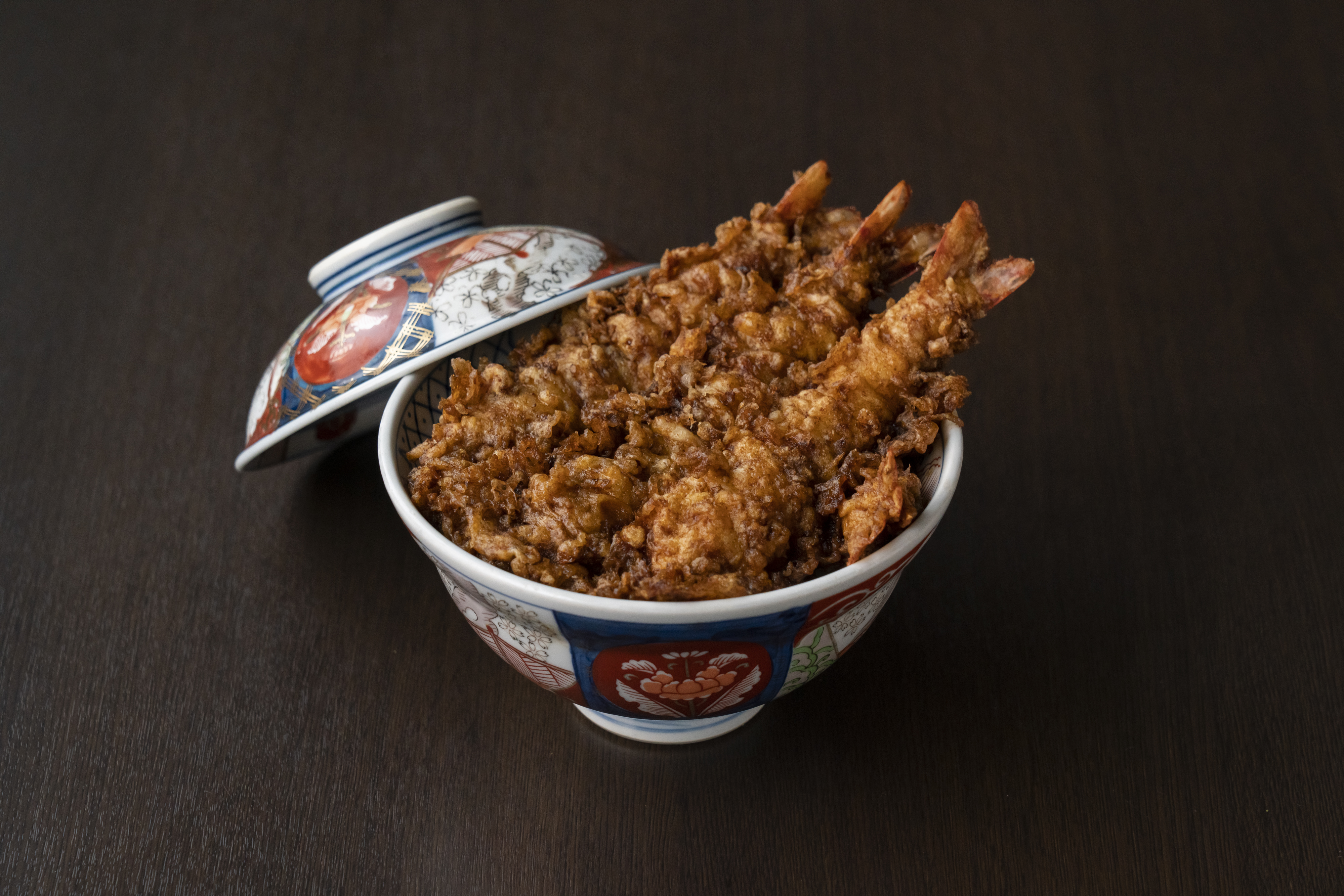
昔ながらの江戸前の天丼

天ぷら専門店や蕎麦屋、また割烹料理店や大衆食堂、弁当屋など和食を扱う飲食店全般で提供される。天丼を専門に扱う「天丼専門店」も存在する。
天丼の誕生については、江戸時代の末期とする説があり、新橋にあった「橋善」の前身である蕎麦屋の屋台（1831年創業）を嚆矢とする説や、現存する店の中では最古の天ぷら屋とされる浅草雷門の「三定」（1837年創業）を先駆けとする説が唱えられている。また明治時代に開発されたという説では、天丼は1875年（明治8年）ごろに神田鍛冶町の「仲野」という店舗で発明されたものとしている。
天丼の価格は明治20年には3銭、大正8年は25銭、昭和12年は40銭程度であり、東京の庶民に古くから親しまれてきた日本流のファストフードである。

## 調理
揚げたての天ぷらを煮立てた甘辛い丼つゆにどっぷりと浸して（「くぐらせる」と表現する）丼飯に載せるのが伝統的な江戸前天丼の作法であるが、全国的には天ぷらを載せてから丼つゆを回しかけるスタイルのほうが多くみられる。一部地域の大衆食堂や立ち食いそば店などでは、揚げ置きの天ぷらをつゆで軽く煮て載せる。あまり一般的ではないが、味付けが塩だれであったり、ごま塩や別添のつゆを各自の好みでかけさせたりする店もある。丼つゆは通常、醤油・みりん・砂糖などを合わせて煮切った濃い目のものが使われる。店によっては天ぷらが真っ黒となるほど濃いものもあり、黒天丼と呼ばれ名物となっている例もある。天ぷらの衣も揚げたての食感を尊ぶ店もあれば、素早く蓋をしてしんなりさせ「出前の味」として供する店もあり様々である。

## 種類

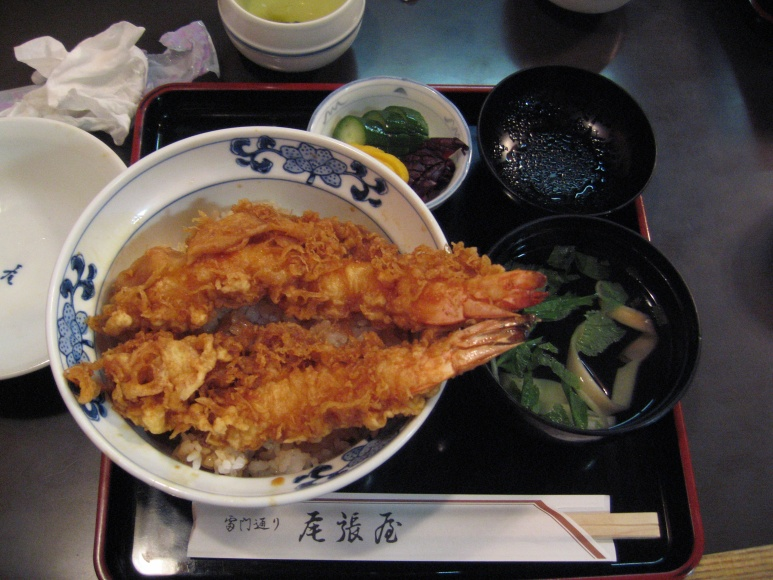
典型的な「そば屋の天丼」

白飯に天ぷらを載せた丼物は基本的にすべて天丼と呼ばれるが、東京近郊で単に「天丼」としてメニューに載る場合は海老・いか・キスなど魚介類の天ぷらをメインに、小海老・小柱・いか・ミツバなどを用いた小ぶりのかき揚げと、彩りとしていんげん・ししとう・ナス・かぼちゃ・レンコンなど季節に応じた野菜天を1 - 2種添えるというパターンが多い。ただし蕎麦屋の天丼については、天ぷらそばと同じように「大きめの海老が2本だけ」という昔からの定型的な様式が存在する。
多くの店には「上天丼」というメニューがあり、大ぶりの海老や穴子が載るなど種の数や質が向上する。また天ぷら専門店においては、主となる天ぷらの種類によって「海老天丼」「穴子天丼」「いか天丼」などのバリエーションも用意されており、好みの種を指定して作る「お好み天丼」のオーダーも可能である。
これらとは別に、独自に地元の食材を種や丼つゆ、薬味などに使用し、町おこしの為のご当地グルメとする例も散見される。
精進天丼
野菜の天ぷら（精進揚げ）のみを使用した天丼。「野菜天丼」とも呼ぶ。

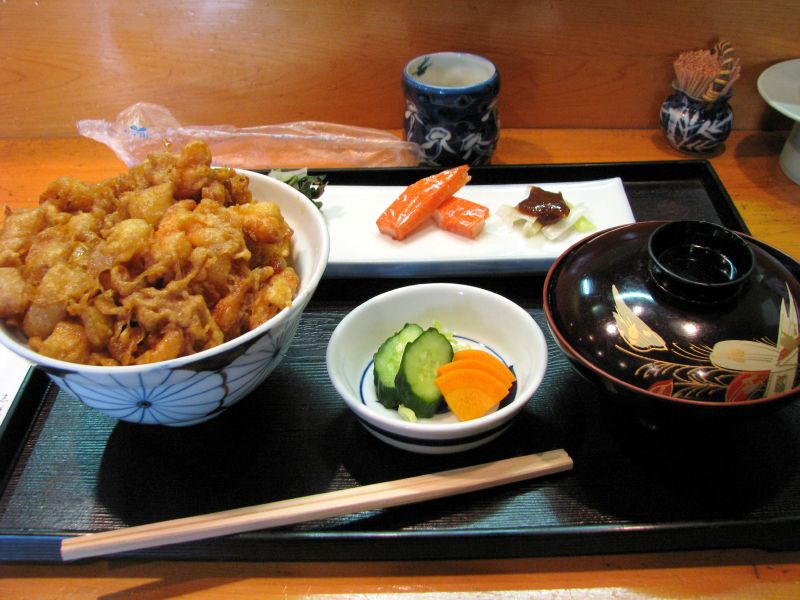
かき揚げ丼
大きなかき揚げをひとつだけ載せた天丼。
たぬき丼
揚げ玉を載せた丼。卵とじにする場合もある。東京では小さなイカ、海老を団扇状に揚げて天丼にしたものもこう呼ぶ。
天玉丼（または天とじ丼）
天ぷらを親子丼のように、甘辛い割下で煮て鶏卵でとじたもの。
みそ天丼
味噌ベースのたれをかけた天丼。中部地方の一部の地域・店舗にみられる。
塩天丼
塩味のたれ、あるいはごま塩や藻塩などをかけて食べさせる天丼。

## その他
漫才やコントなどにおいて、同じことを2度またはそれ以上繰り返すことで滑稽な効果をもたらすことを芸人の符牒で「天丼」と呼ぶ。これは「同じネタを並べる」という意味の掛詞で、天丼（特に蕎麦屋の天丼）には必ず海老が2本載っているのがお約束である（あった）ことが語源とされるが、ダウンタウンの松本人志は、かつてフランス座で演じられた「天丼の出前が来ない」という台詞を忘れた頃に繰り返すネタが元祖であるとの説を主張している。
かつて死刑執行前日の夕食を死刑囚が希望できたとき（告別晩餐の夕）、日本人の好きな寿司と並んで、天国を行けるように縁起を担いで天丼を注文するものが多かった。例えば、1973年10月12日に処刑された強盗放火殺人の犯人は、天丼を頼み残さず食べた。他に、1972年7月に処刑された少年ライフル魔は、珍しく天丼以外にも色々と注文していたが、喉が通らずスイカとバナナを一口齧ったのみで、天丼などは一口も食べなかった。